# 齐格蒙特·帕夫拉斯
齐格蒙特·帕夫拉斯（波蘭語：Zygmunt Pawlas，1930年10月28日—2001年6月20日），波兰男子击剑运动员。他曾代表波兰参加1952年和1956年夏季奥林匹克运动会击剑比赛，其中1956年奥运会获得一枚银牌。